# Clădirea Guvernului Metropolitan din Tokyo
Clădirea Guvernului Metropolitan din Tokyo  (東京都庁舎 Tōkyō-to Chōsha?), sau pe scurt Tochō (都庁?)  găzduiește sediul Guvernului Metropolitan din Tokyo, care nu guvernează doar cele 23 de cartiere speciale ci și orașele și satele care constituie Metropola Tokyo.

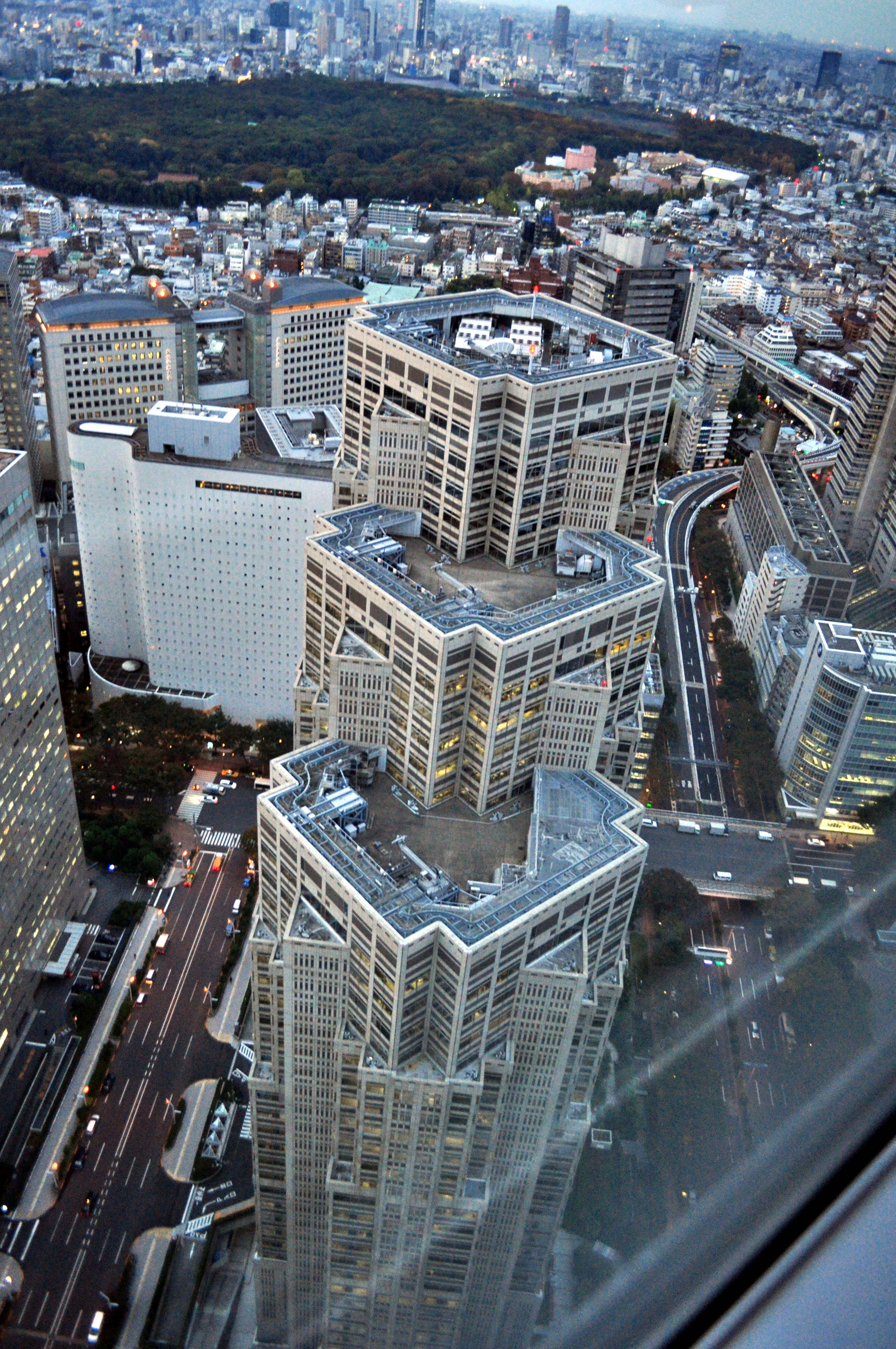
Clădirea Guvernului Metropolitan din Tokyo Nr.2

Localizată în Shinjuku clădirea constă într-un complex de trei structuri, fiecare ocupând câte o stradă. Cea mai înaltă și  cea mai proeminentă dintre cele trei este Clădirea Guvernului Metropolitan Nr.1 , un turn de 48 de etaje care se împarte în două secțiuni la etajul 33. Clădirea de asemenea mai are trei etaje sub pământ. Designul clădirii (care era menit să semene cu un cip de calculator)   a fost realizat de către arhitectul  Kenzo Tange (și asociații) are multe atingeri simbolice, cea mai notabilă este că cele două secțuini anterior menționate care îi dau aspectul unei catedrale gotice.
Celelalte două clădiri sunt Clădirea Tokyo Metropolitan Assembly înaltă de opt etaje (incluzând etajul de sub pământ) și Clădirea Guvernului Metropolitan din Tokyo Nr.2 care are 37 de etaje incluzând cele trei de sub pământ.
Cele două punți de observare din fiecare turn de la etajul 45 (202 m înalțime) sunt gratuite pentru public iar acolo există magazine de cadouri și cafenele.

## Istorie
Clădirea a fost proiectată de Kenzo Tange și terminată în Decembrie 1990 cu costul de  157 miliarde de yeni (¥) (aproximativ 1 miliard de dolari) din fonduri publice. Aceasta înlocuiește fostul sediu al guvernului metropolitan din Tokyo amplasata în Yūrakuchō, care a fost construit în 1957 și proiectat de asemenea de Kenzo Tange.  Fostul sediu se numește acum Tokyo International Forum.
A fost cea mai înaltă clădire din Tokyo, la 242,9 m, până când Midtown Tower a fost finalizat în 2006.
Cu toate că nu a primit același nivel de recunoaștere precum Turnul Tokio sau Tokyo Skytree, căldirea guvernului metropolitan a ajuns să reprezinte orașul în sine. Apare frecvent în filme SF și animeuri cum ar fi Digimon Tamers ca simbol al autoritații sau în scene futuriste sau într-un Shinjulu post-apocaliptic. Clădirea a avut prima apariție importantă în filmul din 1991 Godzilla în episodul Godzilla vs. King Ghidorah, unde apare în prima parte a luptei dintre Godzilla și Mecha-King Ghidorah. Cei doi monștrii se luptă la baza clădirii cu Godzilla trecând în cele din urmă prin centrul căldirii.